# Arsames II d'Armènia
Arsames II d'Armènia fou un suposat rei d'Armènia, Sofene i Commagene, introduït per una hipòtesi: a la genealogia dels oròntides hi ha un salt d'una generació entre Mitridates I Cal·linic de Commagena (109-86 aC) i la seva esposa la princesa selèucida Laòdice VII Tea. Per arranjar aquesta discrepància, hom va suggerir que Arsames I hauria estat succeït per un homònim, suposadament el seu fill, que seria Arsames II. Cyril Toumanoff ha rebutjat la hipòtesi.